# Philip Keil

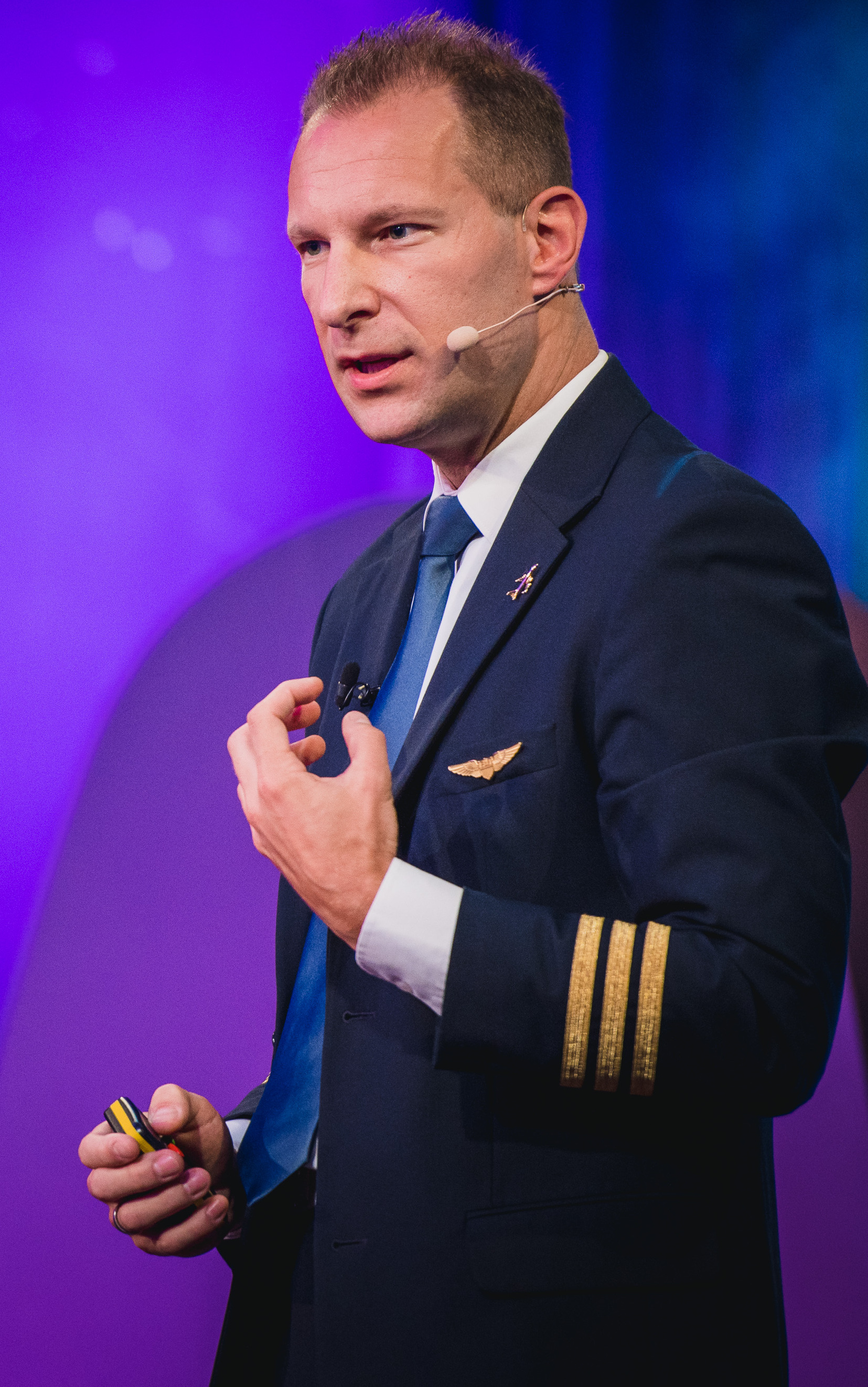
Philip Keil

Philip Keil (* 03. Dezember 1981 in München) ist ein deutscher Keynote Speaker, Autor, Luftfahrtexperte und ehemaliger Verkehrspilot. Er hält Vorträge über Entscheidungsfindung, Führung und positive Fehlerkultur.

## Werdegang
Keil wuchs in Feldkirchen bei München auf, in der Nachbargemeinde machte er am dortigen Gymnasium sein Abitur.

### Pilot
Im Anschluss daran absolvierte Keil eine Ausbildung zum Verkehrsflugzeugführer bei der Lufthansa in Bremen und Arizona. Nach der Ausbildung flog er für Ryanair und war in London und Glasgow stationiert. Im Anschluss für Canjet mit der Basis Montreal. Seine letzte Station als Pilot hatte er bei TUIfly ab München. In seinen 17 Jahren als aktiver Pilot sammelte er über 9.000 Flugstunden. 2019 beendete er seine Karriere als Pilot.

#### Zwischenfall
Kurz nach dem Start im ägyptischen Ferienort Hurghada am 24. Februar 2009 wurde die Maschine, die Keil als Pilot führte von einer plötzlichen Windscherung erfasst. Diese führte dazu, dass der Auftrieb abrupt verloren ging und das Flugzeug schnell an Höhe verlor. Erst in einer Höhe von etwa 150 Metern gelang es Keil, den Sinkflug zu stoppen und die Maschine wieder sicher zu stabilisieren.

### Selbständigkeit
Ab 2014 fing er an selbstständig als Luftfahrtexperte und als Redner bei Veranstaltungen und Konferenzen zu arbeiten. Seine Themen orientieren sich an Erfahrungen aus der Luftfahrt und übertragen diese auf betriebswirtschaftliche und zwischenmenschliche Fragestellungen.
In seiner Tätigkeit als Keynote Speaker referiert er unter anderem zu den Themen Entscheidungsverhalten unter Stress, Teamwork in komplexen Situationen und Führungsstärke. Er hält Vorträge bei Veranstaltungen mit wirtschaftlichem und gesellschaftlichem Fokus, unter anderem bei Formaten wie Sprecherhaus, Greator und verschiedenen Unternehmenskongressen. Zu seinen Auftraggebern zählen Organisationen aus dem Unternehmens-, Versicherungs- und Technologiesektor, darunter Allianz, BASF, Deutsche Telekom, Siemens und Mercedes-Benz Group.
2019 und 2020 wurde Keil für den Red Fox Award in der Kategorie „Keynote Speaker des Jahres“ nominiert. Seit 2017 zählt er zu den „Top 100 Excellent Speakers“.
Philip Keil ist auch als Luftfahrtexperte für Fernsehsender, Print- und Onlinemedien tätig. Im März 2019 wurde er vom Nachrichtensender WELT zum Absturz der B737 MAX 8 in Äthiopien interviewt. Für den Nachrichtensender ntv stand er im Dezember 2019 als Interviewgast zum Thema Stressbelastung für Piloten vor der Kamera. 2016 wirkte er bei der Reportage von wirtschaft TV zum Thema “Erfolg: Was jeder von Piloten lernen kann” mit. Zudem schrieb er Gastbeiträge und gab Interviews u. a. für WELT Online, für den Deutschlandfunk sowie für das Schweizer Nachrichtenmedium 20 Minuten.

## Veröffentlichungen
- *Du bist der Pilot* 10 Erfolgsstrategien aus dem Cockpit fürs Leben, 2019, Raffler Verlag, ISBN 978-3-9816118-9-2.

## Hörbücher
- *Du bist der Pilot* Wie Sie selbstBEWUSST Ihre Ziele im LEBEN erreichen, 2022, GD Publishing, gesprochen von Markus Kästle[12]

## Privates
Keil lebt in Kirchheim bei München, ist verheiratet und hat drei Kinder.